# Marià Rovira Sellarès
Marià Rovira Sellarès (Palma, 1895 - 1937), va ser metge de Sóller.
Instal·lat a aquesta localitat mallorquina des de 1918, a causa de l'epidèmia del grip d'aquest any. L'any 1923, amb el seu cunyat Emili Darder, feren una de les primeres campanyes de vacunació de la diftèria a Sóller, per combatre un focus epidèmic. Membre del Consell Local de Primera Ensenyança. Va signar la Resposta als catalans. Considerat "desafecte" al Movimiento Nacional, va ser destituït de feina i sou per l'Ajuntament de Sóller. Va ser vocal de l'agrupació escolta Exploradors de Sóller i president de la Societat Esportiva Sollerica (1928). Va ser proclamat Fill Adoptiu de Sóller.